# Joe Donoghue
Joseph F. „Joe“ Donoghue (11. února 1871 Newburgh, New York – 1. dubna 1921 New York) byl americký rychlobruslař.
Od roku 1888 závodil na amerických šampionátech, na kterých během několika let vyhrál množství závodů. V roce 1889 se zúčastnil vůbec prvního neoficiálního Mistrovství světa v Amsterdamu, v dalších týdnech pak startoval i na rakouském a německém šampionátu. V sezóně 1890/1891 se zúčastnil nizozemského a anglického mistrovství a vůbec jako první rychlobruslař zvítězil na neoficiálním světovém šampionátu. Roku 1892 se zúčastnil také kanadského mistrovství. Následně se stal profesionálním rychlobruslařem a roku 1897 startoval na kanadském šampionátu profesionálů.